# Moritz von Drebber
Moritz von Drebber (12 de febrero de 1892 - 30 de mayo de 1968) fue un general en la Wehrmacht de la Alemania Nazi durante la II Guerra Mundial que comandó la 297.ª División de Infantería. Fue condecorado con la Cruz de Caballero de la Cruz de Hierro.
Drebber rindió la división el 25 de enero de 1943 durante la batalla de Stalingrado. Después envió una carta a Friedrich Paulus afirmando que "él y sus soldados eran bien recibidos por el Ejército Rojo". Drebber también pedía a Paulus "abandonar la resistencia inútil y rendirse con todo el ejército." Se unió al Comité Nacional por una Alemania Libre mientras estuvo en cautividad. Fue liberado en 1949.

## Condecoraciones
- Cruz de Caballero de la Cruz de Hierro el 30 de junio de 1942 como Oberst y comandante del Infanterie-Regiment 523[2]